# عبد الله الشيحان
عبد الله الشيحان (10 اغسطس 1976-) لاعب كرة قدم سعودي، في مركز لاعب مهاجم، لعب مع نادي الشباب حتى عام 2003 و أعير إلى نادي الرفاع في عام 2001 وبعدها انتقل إلى نادي الهلال، وفي عام 2006 اعتزل الكرة، ولكنه في عام 2008 عاد للعب مع نادي الرياض، بعدها انتقل بنظام الإعارة مع نادي الرائد و بعدها لعب مع الشعلة و نادي الجبلين .

## احصائيات
احصائياته مع المنتخب السعودي
- احصائية المباريات :

| عدد المباريات:                   | 23   |
| عدد المباريات التي لعبها كأساسي: | 12   |
| عدد المباريات التي لعبها كبديل:  | 11   |
| عدد المباريات التي أستبدل فيها:  | 5    |
| عدد المباريات التي لعبها كاملة:  | 7    |
| عدد المباريات التي طرد فيها:     | 0    |
| عدد الدقائق التي لعبها:          | 1252 |

- البطولات التي شارك فيها :

| البطولة                   | عدد المباريات |
| مباريات ودية دولية        | 8             |
| تصفيات كأس العالم 2002    | 7             |
| كأس الخليج 1998- البحرين  | 4             |
| كأس القارات 1999- المكسيك | 4             |

- البطولات التي سجل فيها :

| البطولة                   | عدد الأهداف | ضربات الجزاء |
| تصفيات كأس العالم 2002    | 5           | 0            |
| مباريات ودية دولية        | 1           | 0            |
| كأس الخليج 1998- البحرين  | 0           | 0            |
| كأس القارات 1999- المكسيك | 0           | 0            |